# Mănăstirea Doamnei
Mănăstirea Doamnei – wieś w Rumunii, w okręgu Botoszany, w gminie Curtești. W 2011 roku liczyła 670 mieszkańców.